# ديف كراولي
ديف كراولي (بالإنجليزية: Dave Crowley)‏ مواليد 04 مايو 1910 في لندن - الوفاة 11 ديسمبر 1974، كان ملاكم محترف بريطاني صنّف ضمن فئة وزن الديك.

## إحصائيات
خاض خلال مسيرته 185 نزالا، فاز في 131 وتعادل في 11 وخسر في 42. فاز بالضربة القاضية في 36 نزالا.

## روابط خارجية
- ديف كراولي على موقع IMDb (الإنجليزية)
- ديف كراولي على موقع قاعدة بيانات الفيلم (الإنجليزية)
- ديف كراولي على موقع بوكس ريك (الإنجليزية) (registration required)